# Делуна, Кэт
Кэтлин Эмператрис Делуна (англ. Kathleen Emperatriz DeLuna, род. 26 ноября 1987, Нью-Йорк, Нью-Йорк) — американская поп и R&B певица родом из Доминиканы, более известная под своим сценическим псевдонимом Кэт Делуна.

## Биография

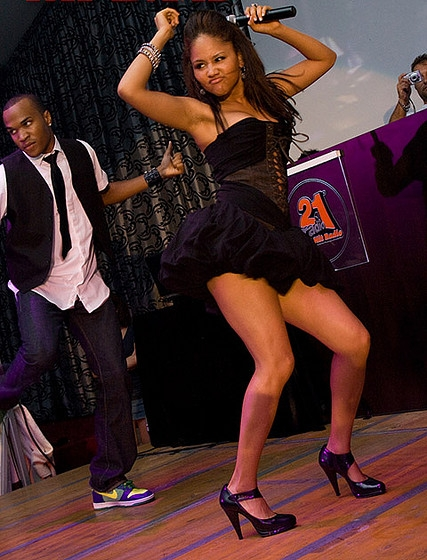
Kat DeLuna

Кэт Делуна родилась в Бронксе (округ Нью-Йорка). Вскоре после рождения Кэт её родители переехали с ней в Доминиканскую Республику. Ещё в детстве она мечтала стать певицей, а её любимой исполнительницей была Арета Франклин. В 1996 году семья Делуны возвращается в США, поселившись в Ньюарк (штат Нью-Джерси). Вскоре после переезда родители девочки разошлись и это подвигнуло будущую певицу к написанию своей первой песни — «Estoy Triste» (I Am Sad). Как позже объясняла Кэт, «В этой песне я рассказываю маме, как мне больно и тяжело переживать их с отцом ссоры. Я прошу маму не плакать».
После развода семья Делуна оказалась в тяжёлой ситуации. Кэт и её сёстрам даже пришлось попрошайничать у соседей. Финансовое положение семьи несколько улучшилось после того как сёстры Делуны стали играть в школьном театре, подрабатывая участием в местных карнавалах и праздниках. Помимо денег Кэт получила возможность играть вместе с такими известными актёрами и исполнителями как Милли Кесада (англ. Milly Quezada) и Марк Энтони.
Мечтая о карьере в шоу-бизнесе 14-летняя Делуна поступила в школу искусств в Ньюарке. Уже на первом курсе Кэт заметили в лейбле «J Records» и пригласили участвовать в girls-band «Кокетка» (англ. Coquette, Latina, Hip Hop/R&B). В 15 лет Делуна побеждает на караоке-конкурсе, спонсором которого была Кока-кола, со своим исполнением песни «I Will Always Love You». После конкурса кубинский сальса-певец Рей Руис (исп. Rey Ruiz) посоветовал Кэт писать свою собственную музыку и вскоре та осуществила свою мечту о сольной карьере, подписав контракт с Global Music Brand (GMB).
В 2007 году Делуна заключила контракт с Epic Records и выпустила вместе с Elephant Man сингл «Whine Up», который стал первым большим успехом певицы. Сингл занял 29-е место в Billboard Hot 100, проведя в хит-параде 24 недели. Кроме того за «Whine Up» Кэт получила премию Latin Billboard Music Awards 2008 в номинации «Latin Dance Club Play Track Of The Year». 7 августа 2007 года Делуна выпустила свой дебютный альбом «9 жизней» (англ. 9 Lives). 25 августа того же года альбом достиг пика в Billboard Top 200 Albums, заняв 58-е место и проведя в хит-параде 4 недели. Пользовалась Кэт успехом и за рубежом, так во Франции её сингл «Run The Show» несколько недель держал первое место в хит-парадах радиостанций.
В сентябре 2008 года Делуна скандально прославилась, после того как исполнила национальный гимн США на «Тексас Стэдиум» во время футбольного матча между «Даллас Ковбойз» и «Филадельфия Иглз». Зрители освистали певицу во время исполнения гимна, а позже журнал «Time» включил выступление Делуны в десятку худших исполнений гимна в истории.
В 2008 году Делуна заключила контракт с Universal Motown и начала работу над вторым альбомом. Релиз альбома «Inside Out» состоялся 5 ноября 2010 года в Европе, однако в Северной Америке пластинку было решено не выпускать. Альбом показал скромные результаты в чартах, как и все синглы с него. Летом 2011 года Делуна объявила о начале работы над третьим студийным альбомом под названием «Viva Out Loud», релиз которого ожидался в 2013 и 2014, но альбом так и не вышел. Позже стало известно что альбом выйдет в 2015 году. первым синглом стала песня Делуны и Трея Сонгза Bum Bum.

## Дискография
- 9 Lives (2007)
- Inside Out (2010)
- Loading (2015)

## Фильмография

### Роли
- 2007: «Летний бросок» (англ. Summerslam), сыграла саму себя
- 2007: англ. The Late Late Show with Craig Ferguson, эпизод #4.125, сыграла саму себя
- 2007—2008: «Жизнь с Реджис и Кэти Ли» (англ. Live with Regis and Kathie Lee), эпизоды 9 июля 2007 и 22 апреля 2008, сыграла саму себя
- 2008: «Академия звёзд» (англ. Star Academy), эпизод 17 октября, сыграла саму себя
- 2008: англ. Hispanic Youth Showcase 2008, сыграла саму себя
- 2008: исп. Tazón Latino II, сыграла саму себя
- 2008: англ. Reggaeton: A Hand Crafted Beat, сыграла саму себя

### Саундтреки
- 2007: «Думаешь, ты умеешь танцевать» (англ. So You Think You Can Dance), «Whine Up»
- 2007: «Летний бросок» (англ. Summerslam), «Whine Up»
- 2008: «Танцы со звёздами» (англ. Dancing with the Stars), «Whine Up»
- 2009: «Шопоголик» (англ. Confessions of a Shopaholic), «Calling You», «Unstoppable»
- 2009: «Район Мелроуз» (англ. Melrose Place), «Unstoppable»
- 2009: англ. Bring It On: Fight to the Finish, «Whine Up» (Johnny Vicious Spanish Mix)

Также песня Делуны «Run the show» прозвучала на детском конкурсе песни «Евровидение-2009»

## Награды и номинации
- 2007: Los Premios MTV Latinoamérica
  - MTV Tr3́s Viewer’s Choice Award — Лучший новый артист
- TMF Awards (Бельгия)
  - Best Urban
  - Лучший новый артист
- 2008: Latin Billboard Music Awards
  - Latin Dance Club Play Track Of The Year
- Casandra Award
  - New International Artist
- 2009: ALMA Music Awards
  - Female Rising Star (номинация)